# Genaro Casas y Sesé
Genaro Casas y Sesé (Yebra de Basa, 18 de septiembre de 1820 - Zaragoza, 28 de enero de 1886) fue un médico, académico y político español del siglo XIX.

## Biografía
Natural de la localidad oscense de Yebra de Basa, se licenció como médico en 1844 y como cirujano por la Universidad de Barcelona en 1846. De vuelta a su tierra aragonesa, ejerció en Ejea de los Caballeros, donde llegaría a ser subdelegado de medicina. En dicha época fue particularmente famoso por sus publicaciones en la revista Unión Médica Aragonesa sobre el cólera, enfermedad epidémica que asoló la localidad en 1855 en mitad de la tercera pandemia de cólera.
En 1859 fue elegido miembro de la Real Academia de Medicina de Zaragoza. Fue un introductor en España de las nuevas tendencias médicas europeas y un destacado patólogo. En 1867, sus trabajos sobre el cólera fueron reconocidos con la Orden de Isabel la Católica. 
Fue también un defensor de la necesidad de recuperar los estudios de medicina en Zaragoza, que tras la Ley Moyano se había quedado sin esa carrera universitaria. En 1868 fue uno de los firmantes de una petición al Ayuntamiento de Zaragoza y la Diputación Provincial de Zaragoza de crear una institución para solventar esa carencia. Cuando ese año se estableció una Escuela de Medicina bajo el patrocinio de la Diputación Provincial, Casas y Sesé fue uno de los primeros profesores. Fue profesor de clínica médica. Es especialmente conocido por el impacto que tuvo en uno de sus alumnos, el futuro premio nobel Santiago Ramón y Cajal. Ha sido así considerado "el padre de la Escuela de Medicina Aragonesa Moderna". En 1877 logró su doctorado por la Universidad Central de Madrid, con un trabajo sobre fisiología.
Finalmente en 1878 se logró la recreación de una Facultad de Medicina en la universidad, de la que Casas y Sesé pasó a ser el primer decano y catedrático de patología. Fue asimismo autor de un Programa de Clínica Médica 1.º y 2.º curso. Uno de los principales cometidos de su decanato fue el tratar de alcanzar un concierto entre las prácticas universitarias y el servicio de beneficencia del hospital de la Diputación Provincial, que fue fuente de fricciones entre ambas instituciones. Fue diputado provincial, siendo reconocido por su esfuerzo por combatir la epidemia de cólera de 1885 en Zaragoza.
Falleció el 28 de enero de 1886, a los 66 años de edad. Entre los varios reconocimientos póstumos, fue enterrado en la cripta de los bienhechores del Hospital de Nuestra Señora de Gracia y una calle en Zaragoza fue nombrada en su honor.